# Рогань (посёлок)
Рога́нь (в прошлом — Больша́я Рога́нь; укр. Рогань) — посёлок в Роганском поселковом совете Харьковского района Харьковской области Украины.
Является административным центром Роганского поселкового совета, в который, кроме того, входит посёлок Докучаевское.

## Географическое положение
Посёлок городского типа Рогань находится на берегу реки Роганка, выше по течению на расстоянии в 2 км расположено село Малая Рогань, ниже по течению на расстоянии в 2 км расположено село Свитанок (Чугуевский район).
На расстоянии в 2 км проходит граница города Харькова.

## История
Точное время возникновения Рогани неизвестно. Первоначально поселение возникло в начале 18 века ровно на пересечении Чугуевского тракта с рекой, называвшейся тогда Рогань (позднее Роганка), на правом её берегу — там был мост.
Первое письменное упоминание про Рогань датируется 1736 годом.
Население села Рогань Харьковского уезда (позднее Большая Рогань), принадлежавшего в 1779 году «генерал-порутчице княгине Кантемирше», согласно «Ведомости, исъ какихъ именно городовъ и уездовъ Харьковское наместничество составлено и сколько было въ нихъ душъ на 1779 годъ», было 481 «владельческая подданная» душа (учитывались только мужчины; женщин не считали, так как они не платили налогов).
Согласно той же ведомости, выше по течению реки Рогань за хутором Ольховым (позднее Ольховкой) также на правом берегу располагался хутор Роганский (ныне село Верхняя Роганка), принадлежавший майору Мосцевому, с населением 9 «владельческих подданных» мужских душ.
В 1920-х-1930-х годах Вознесенский храм в Рогани был канонично православным и принадлежал Харьковской и Ахтырской епархии РПЦ; священником в 1932 году был Богданов, Николай Павлович, 1877 года рождения.
19 октября 1938 года Рогань получила статус п.г.т. (посёлка городского типа).
В  1940 году, перед ВОВ, в Рогани были 529 дворов, православная церковь, бумажная фабрика и сельсовет.
Во время Великой Отечественной войны с конца октября 1941 по середину февраля 1943 и с начала марта по середину августа 1943 селение находилось под немецкой оккупацией. В период оккупации в Рогани находился самый большой из пяти немецких военных аэродромов в Харькове.
13 августа 1943 года 57-я армия освободила Рогань, находившуюся за тогдашней городской чертой, а 7-я гвардейская армия в тот же день частично — изолированный от остального города Орджоникидзевский район (посёлок ХТЗ), взяв станцию Лосево.
В годы войны 2159 жителей посёлка воевали на фронтах в рядах Советской армии; из них погибли 1078 воинов; 1380 были награждены боевыми орденами и медалями СССР.
В 1966 году население с подчинёнными н.п. составляло 7600 человек; в селе было три школы, Дом культуры, два клуба, больница. В посёлке работало учебное хозяйство (учхоз) «Коммунист» Харьковского сельскохозяйственного института имени Докучаева с 2583 га земли, которое выращивало племенной молодняк и элитные семена для колхозов.
В 1975 году здесь действовали картонная фабрика (старая; новая, построенная через несколько лет, находится в жилмассиве Рогань) и совхоз овощемолочного направления.
В 1976 году население составляло 6000 человек.
В январе 1989 года численность населения составляла 5305 человек.
В мае 1995 года Кабинет министров Украины утвердил решение о приватизации находившейся здесь картонной фабрики (старой), в июле 1995 года было утверждено решение о приватизации совхоза им. Чапаева.
На 1 января 2013 года численность населения Большой Рогани составляла 3729 человек.

## Экономика
- Опытное хозяйство им. Чапаева института животноводства.
- Молочно-товарная ферма.
- Рыбокоптильный завод Харьковского райпотребсоюза.
- «СЕМТРАВ», ООО.

## Транспорт
Находится в 4 км от железнодорожной станции Рогань на линии Харьков — Купянск
Через посёлок проходит автомобильная дорога М-03 (E 40).
Автобусные маршруты:
- 186т: Харьков — Большая Рогань (через Агроуниверситет).
- 174: Харьков — Большая Рогань (от Роганской станции «Дитячий майданчик» до автостанции возле метро «Пролетарская», через пост ГАИ).
- 602: Харьков — Терновая (через Большую Рогань).

## Достопримечательности
- Братская могила советских воинов. Похоронено 900 воинов.

## Религия
- Вознесенская церковь (Рогань).

## Известные уроженцы
- Сергеев, Иван Павлович (Q126285637) (род. 1950) — советский и украинский историк. Доктор наук, профессор ХНУ.